# Bershka
Bershka es una cadena de tiendas de ropa perteneciente al grupo español Inditex,fundado por el empresario Amancio Ortega. En abril de 1998, Bershka abrió su primer comercio. Hasta finales del año 2018 su sede se encontraba en el municipio barcelonés de Tordera, se planteó su traslado a Barcelona, pero finalmente fue trasladada a Palafolls (Barcelona) España.

## Descripción
Creada en 1998 como una marca del grupo Inditex, fundado por el empresario español Amancio Ortega, cuenta en la actualidad con más de mil tiendas en diversos países. La marca, que se creó dirigida hacia la mujer joven, cuenta también con secciones de moda masculina. En marzo de 2017, la marca tenía 1096 tiendas distribuidas en 70 países.
La marca cuenta con tres líneas principales: Bershka, BSK y Hombre que ofrecen prendas casual, básicos, deportivo, vaqueros, accesorios y calzado.